# Щедрость Перрье
«Щедрость Перрье» (англ. Perrier's Bounty) — ирландская криминальная комедия 2009 года, в главных ролях в которой снялись Киллиан Мёрфи, Джим Бродбент и Брендон Глисон.

## Сюжет
Главный герой фильма — ирландец Майкл Маккрей (Киллиан Мёрфи), задолжавший крупную сумму денег гангстеру Даррену Перрье (Брендан Глисон). Майкл понимает, что не в состоянии расплатиться с бандитами, поэтому ему вместе с отцом и подругой Брендой приходится бежать в горы. Однако люди Перрье идут по следу.

## В ролях
- Киллиан Мёрфи — Майкл Маккрей
- Брендан Глисон — Даррен Перрье
- Джоди Уиттакер — Бренда
- Лиам Каннингем — Матт
- Джим Бродбент — Джим Маккрей
- Донал Глисон — Клиффорд